# Zeche Hoffnung (Essen-Heidhausen)
Die Zeche Hoffnung in Essen-Heidhausen ist ein ehemaliges Steinkohlenbergwerk. Die Zeche war auch unter den Namen Zeche Feste Hoffnung und Zeche Veste Hoffnung bekannt. Die Zeche war als Stollenzeche nur wenige Jahre in Betrieb.

## Bergwerksgeschichte
Im Jahr 1805 wurde die Konzession für ein Grubenfeld erteilt. Die Konzession wurde für die Berechtsame Veste Hoffnung verliehen. Im Jahr 1820 wurden in der Nähe des alten Stollens Schürfarbeiten durchgeführt. Das Grubenfeld befand sich in der Steinbrink, heute verläuft sich dort die Straße Wintgenhof. Im Oktober des darauffolgenden Jahres wurde mit dem Abbau begonnen. Im Jahr 1826 wurde bis zum Juni das Grubenfeld weiter ausgerichtet. Ab Juli desselben Jahres wurde das Bergwerk im Wechsel mehrfach in Fristen gelegt und danach wieder in Betrieb genommen. Die einzigen bekannten Belegschafts- und Förderzahlen stammen aus dem Jahr 1830, in diesem Jahr wurden mit fünf Bergleuten 16.012 Scheffel Steinkohle gefördert. Im Jahr 1832 wurde die Zeche Hoffnung stillgelegt. Im Jahr 1900 wurde das Grubenfeld der Zeche Pauline zugeschlagen.